# Science & Faith
Science & Faith è il secondo album del gruppo rock irlandese The Script, pubblicato in Irlanda il 10 settembre 2010.

## Il disco
L'album è stato anticipato dal singolo For the First Time, uscito il 20 agosto 2010. Il secondo singolo, Nothing è stato pubblicato il 25 ottobre 2010, mentre come terzo singolo è stato pubblicato If You Ever Come Back, uscito nelle radio il 4 aprile 2011. Il disco è costituito da 10 tracce (12 nelle edizioni deluxe, statunitense e asiatica).

## Tracce
Edizione standard
1. You Won't Feel a Thing – 4:33
2. For the First Time – 4:12
3. Nothing – 4:31
4. Science & Faith – 4:19
5. If You Ever Come Back – 4:01
6. Long Gone and Moved On – 4:17
7. Dead Man Walking – 3:54
8. This = Love – 4:20
9. Walk Away – 3:40
10. Exit Wounds – 4:25

Durata totale: 42:12
US Special Edition
1. Bullet from A Gun – 3:23
2. Walk Away (feat. B.o.B.) – 3:36

Asian Tour Edition
1. Bullet from A Gun – 3:21
2. Science & Faith (Live from the Birmingham N.E.C.) – 5:11

## Classifiche

### Classifiche settimanali
| Classifica (2010/11) | Posizione massima |
| -------------------- | ----------------- |
| Australia            | 2                 |
| Austria              | 70                |
| Belgio (Fiandre)     | 47                |
| Belgio (Vallonia)    | 70                |
| Canada               | 6                 |
| Danimarca            | 23                |
| Irlanda              | 1                 |
| Italia               | 40                |
| Nuova Zelanda        | 15                |
| Paesi Bassi          | 14                |
| Regno Unito          | 1                 |
| Spagna               | 58                |
| Stati Uniti          | 3                 |
| Svezia               | 52                |
| Svizzera             | 15                |

### Classifiche di fine anno
| Classifica (2010) | Posizione |
| ----------------- | --------- |
| Australia         | 53        |
| Irlanda           | 2         |
| Regno Unito       | 19        |